# Bonner megye
Bonner megye az Amerikai Egyesült Államokban, azon belül Idaho államban található. Megyeszékhelye és legnagyobb városa Sandpoint. Lakosainak száma 47 110 fő (2020. április 1.). Bonner megye Pend Oreille, Boundary, Lincoln, Sanders, Shoshone, Kootenai és Spokane megyékkel határos.

## Népesség
A megye népességének változása:
| Lakosok száma | 40 929 | 40 824 | 40 456 | 40 699 | 41 859 | 47 110 |
|               | 2010   | 2011   | 2012   | 2013   | 2015   | 2020   |